# Lista de regiões do Brasil por taxa de fecundidade
Abaixo segue a lista das grandes regiões do Brasil por taxa de fecundidade referente aos dados oficiais de 2010.

Mapa das regiões brasileiras por taxa de fecundidade.

| até 2,10 filhos por mulher + 2,10 filhos por mulher (taxa de reposição populacional) + 2,55 filhos por mulher (média mundial) |

| Posição | Região              | Taxa de fecundidade (filhos por mulher) | País comparável |
| ------- | ------------------- | --------------------------------------- | --------------- |
| 1       | Região Norte        | 2,42                                    | Peru            |
| 2       | Região Nordeste     | 2,01                                    | Estados Unidos  |
| 3       | Região Centro-Oeste | 1,88                                    | Irlanda         |
| 4       | Região Sul          | 1,75                                    | Irlanda         |
| 5       | Região Sudeste      | 1,66                                    | Países Baixos   |